# Dirk Speets
Dirk Speets (Anna Paulowna 22 oktober 1879 – Velsen 18 december 1951) was van 1909 tot 1934 solotrompettist van het Concertgebouworkest.
Het is niet bekend waar Speets zijn opleiding heeft genoten. Voordat hij solotrompettist werd van het Concertgebouworkest, was hij eerste trompettist van het Orchest der Vereeniging De Harmonie in Groningen. Hij begon zijn muzikale loopbaan bij het stafmuziekkorps van het derde regiment infanterie in Bergen op Zoom en zette deze waarschijnlijk voort bij het Haarlemsch Muziekcorps. Zeker is dat hij ‘muziekonderwijzer’ was in Haarlem.
Als trompettist van het Concertgebouworkest onder Willem Mengelberg leverde hij een bijdrage aan de uitvoering van een groot aantal Nederlandse premières van onder andere symfonieën van Mahler en werken van Richard Strauss. Er zijn slechts enkele opnamen gemaakt waarop Speets als trompettist te horen is.
Rond 1930 manifesteerden zich bij Speets embouchureproblemen, waardoor hij genoodzaakt was in 1934 zijn loopbaan bij het Orkest voortijdig te beëindigen. Wel bleef hij actief als hoofddocent aan het Conservatorium van Amsterdam (waar hij vanaf 1909 doceerde), als dirigent van een kerkkoor en als dirigent van de Amsterdamse Postharmonie. Daarnaast trad hij veelvuldig op als jurylid bij concoursen in de blaasmuziekwereld. Dit deed hij ook al tijdens zijn aanstelling bij het Concertgebouworkest.
Van twee trompettisten, Fred Hausdörfer en Jan Kelder, is met zekerheid te zeggen dat zij leerling zijn geweest van Speets. Van zijn hand verscheen de boekwerkjes De trompet en Koperblaasinstrumenten bij Lispet. In 1949 ontving hij voor zijn werkzaamheden met de Postharmonie de eremedaille behorende bij de Orde van Oranje Nassau Hij ontving de medaille tijdens een pauze tijdens een concert onder zijn leiding uit handen van burgemeester Arnold d'Ailly.
Hij was zoon van Simon Speets en Wilhelmina de Leeuw. Hij was zelf getrouwd met Wilhelmina Christina Peusens, ze hadden een dochter en een zoon. Hij overleed in 1951 in Santpoort en werd begraven in Haarlem.
- International Standard Name Identifier: 0000 0003 9639 0199
- Nederlandse Thesaurus van Auteursnamen: 074748149
- Virtual International Authority File: 291341666
- WorldCat: E39PBJt8fq4QfXQhjTTwB789jC